# Volkswagen Group A0 (платформа)
Платформа Volkswagen Group A0 — серія автомобільних платформ, які спільно використовують суперміні різних марок концерну Volkswagen.
Відповідно до переглянутої системи найменування платформ Volkswagen, платформа «A04» тепер відома як платформа PQ24, а те, що, можливо, називали платформою A05, офіційно є платформою PQ25. Нова номенклатура виведена таким чином:
- Р позначає платформу легкового автомобіля
- Q (quer) означає поперечний двигун
- 2 вказує на розмір або клас платформи
- 5 вказує на покоління

## A01
Автомобілі на платформі A01 (Typ 86):
- Audi 50 (1974–1978)
- Volkswagen Polo Mk1 (1975–1981)
- Volkswagen Derby (1977–1981)

## A02
Автомобілі на платформі A02 (Typ 86C):
- Volkswagen Polo Mk2 /Polo Classic/Derby (1981–1994)

## A03
Автомобілі на платформі A03:
- SEAT Ibiza Mk2 (Тип 6K, 1993–2002)
- SEAT Córdoba Mk1 (Тип 6K/6KC/6KV, 1993–2002)
- Volkswagen Polo Mk3 (Тип 6N/6KV, 1994–2002)
- Volkswagen Polo Playa (1996–2002) - перероблений SEAT Ibiza 6K з деякими косметичними компонентами від Volkswagen Polo 6KV
- Фургон SEAT Inca (Тип 6K9, 1997–2005)
- Фургон Volkswagen Caddy (Тип 9K, 1996–2004)

Платформа Volkswagen A00 також походить від платформи A03, будучи її скороченою версією.

## A04 (PQ24)
Автомобілі на платформі A04, тепер офіційно називаються платформою PQ24:
- Škoda Fabia Mk1 (Тип 6Y, 1999–2007)
- Audi A2 (Тип 8Z, 1999–2005)
- Volkswagen Polo Mk4 (Тип 9N, 2001–2009)
- SEAT Ibiza Mk3 (Тип 6L, 2002–2008)
- SEAT Córdoba Mk2 (Тип 6L, 2002–2009)
- Volkswagen Fox (Тип 5Z, 2004–2021)
- Volkswagen Suran /SpaceFox (Тип 5Z6, 2004–2019)
- Škoda Fabia Mk2 (Тип 5J, 2007–2014, використовує частини платформи PQ24 і PQ25)[2]
- Volkswagen Gol Mk5 (Тип 5U, 2008–2022, PQ24/25 гібрид)
- Volkswagen Voyage Mk2 (Тип 5U, 2008–2022, PQ24/25 гібрид)
- Volkswagen Saveiro Mk5 (Тип 5U, 2009–2023, PQ24/25 гібрид)
- Škoda Roomster Mk1 (Тип 5J, 2006-2009)

## A05 (PQ25)
PQ25 є розвитком платформи PQ24 з можливістю повного приводу, неофіційно відомої як A05.
- SEAT Ibiza Mk4 (Тип 6J, 2008–2015)
- Volkswagen Polo Mk5 Pre-Facelift (Тип 6R, 2009–2014; Тип 61, 2010–дотепер)
- Audi A1 (Тип 8X, 2010–2018)[1][6][7]
- Škoda Rapid (Тип NA, 2011–2021, тільки для ринку Індії)
- Volkswagen Vento (Тип 60, 2010–тепер)

"New A05+"
- Škoda Rapid (Тип NH, 2012–2016)
- SEAT Toledo Mk4 (Тип KG, 2012–2018)
- Volkswagen Santana (Тип BR, 2012–2022, Китай)
- Volkswagen Jetta (Тип BS, 2013–2019, Китай)
- Jetta VA3 (Тип 0M, 2019–теперішній час, Китай)
- Volkswagen Polo (Тип CK, 2020–2022, Росія)[8]

## A06 (PQ26)
- Volkswagen Polo Mk5 Рестайл (Тип 6C, 2014–2017)[9]
- Škoda Fabia Mk3 (Тип NJ, 2014–тепер)[10][11]
- Škoda Rapid (2017–тепер)
- SEAT Ibiza Mk4 Рестайл (Тип 6P, 2015–2017)